# Великий Ліс (Лугинська селищна громада)
Вели́кий Ліс — село в Україні, у Лугинській селищній територіальній громаді Коростенського району Житомирської області. Чисельність населення становить 69 осіб (2001). У 1941—44 роках — центр сільської управи. До 1954 року — хутір.

## Населення
Наприкінці 19 століття кількість населення становила 24 особи, дворів — 4.
Відповідно до результатів перепису населення СРСР, кількість населення, станом на 12 січня 1989 року, становила 135 осіб. Станом на 5 грудня 2001 року, відповідно до перепису населення України, кількість мешканців села становила 69 осіб.

## Історія
Наприкінці 19 століття — хутір Лугинської волості Овруцького повіту, за 60 верст від Овруча.
Станом на 17 грудня 1926 року значився як хутір Березово-Грудської сільської ради Лугинського району Коростенської округи. На 1 жовтня 1941 року — село, центр Велико-Ліської сільської управи. На 10 лютого 1952 року значився як хутір Березово-Грудської сільської ради, що підлягав перетворенню у село. 11 серпня 1954 року, внаслідок об'єднання сільських рад, село підпорядковане Будо-Літківській сільській раді Лугинського району Житомирської області. 2 вересня 1954 року, відповідно до рішення Житомирського облвиконкому № 1087 «Про перечислення населених пунктів в межах районів Житомирської області», село передане до складу Літківської сільської ради Лугинського району.
12 червня 2020 року, відповідно до розпорядження Кабінету Міністрів України № 711-р від 12 червня 2020 року «Про визначення адміністративних центрів та затвердження територій територіальних громад Житомирської області», територію та населені пункти Літківської сільської ради включено до складу Лугинської селищної територіальної громади Коростенського району Житомирської області.